# Шон Еванс (арбітр)
Шон Еванс (англ. Shaun Evans, нар. 21 жовтня 1987, Вікторія) — австралійський футбольний арбітр.
Він почав працювати в А-Лізі як помічник арбітра у 2008 році, а у 2012 році його підвищили до посади головного арбітра. У 2017 році став арбітром ФІФА. Він був визнаний арбітром року в А-Лізі 2018–19.
Еванс судив Гранд-фінал А-ліги 2019 року, фінал Кубка Австралії 2021 року та фінал Кубка АФК 2022 року. Судив матчі китайській Суперлізі та індонезійській Лізі 1, фінал Кубка Китаю 2014 року. Його обрали відеоасистентом арбітра на чемпіонаті світу 2022 року, а також головним арбітром на Кубок Азії 2023 року.

## Суддівська кар'єра
Еванс, який народився у штаті Вікторія, почав працювати в А-Лізі як помічник арбітра у 2008 році, а перед сезоном 2012/13 років був підвищений до головного арбітра.
Еванс судив чотири матчі китайської Суперліги в 2013 році та перший матч фіналу Кубка Китаю у 2014 році.
У серпні 2016 року генеральний директор футбольної федерації Девід Геллоп призначив його одним із трьох постійних професійних арбітрів, поряд із Джаредом Гіллеттом і Крісом Бітом, замінивши Бена Вільямса, який пішов у відставку. До цього він був мулярем.
На початку 2017 року він був одним із п'яти австралійських арбітрів, включених до списку міжнародних арбітрів ФІФА.
У 2017 році він був залучений до роботи в індонезійській Лізі 1. У листопаді 2018 року він обслуговував міжнародний товариський матч між збірними Узбекистану та Лівану.
Еванс був визнаний суддею року в А-Лізі сезону 2018/19, через що був призначений головним арбітром Гранд-фіналу.
У лютому 2022 року Еванс судив фінал Кубка Австралії 2021 року, який «Мельбурн Вікторі» виграв з рахунком 2:1 у «Сентрал Кост Марінерс». Пізніше того ж місяця перевірка федерація виявила, що Еванс прийняв два неправильні рішення щодо пенальті, обидва з яких на користь «Мельбурн Сіті», який в результаті переміг «Марінерс» з рахунком 3:2. У жовтні він судив фінал Кубка АФК у Куала-Лумпурі між «Куала-Лумпур Сіті» та «Аль-Сібом» (0:3).
Еванс був обраний одним із 24 відеоасистентів арбітра на чемпіонаті світу 2022 року в Катарі.
На початку 2024 року був призначений одним із головних арбітрів Кубка Азії 2023 року, де відсудив дві гри групового етапу.